# باتريك كوك
باتريك كوك (بالإنجليزية: Patrick Cook)‏ هو رسام كارتون وكاتب سيناريو أسترالي وبريطاني، ولد في 6 أغسطس 1949 في وايمث في المملكة المتحدة.

## وصلات خارجية
- باتريك كوك على موقع IMDb (الإنجليزية)
- باتريك كوك على موقع قاعدة بيانات الفيلم (الإنجليزية)